# Wiceprezydenci Paragwaju
Wiceprezydenci Paragwaju – poniższa lista przedstawia wiceprezydentów Paragwaju.
- Mariano González (1844 – 1854)
- Francisco Solano López (1854 – 1862)
- Francisco Domingo Sánchez (1862 – 1869)
- Cayo Miltos (1870 –1871)
- Salvador Jovellanos (1871 – 1871)
- Higinio Uriarte (1874 – 1877)
- Adolfo Saguier (1878 – 1880)
- Bernardino Caballero (1880 –1881)
- Juan Antonio Jara (1882 – 1886)
- José del Rosario Miranda (1886 – 1890)
- Marcos Morínigo (1890 – 1894)
- Facundo Ynsfrán (1894 – 1898)
- Andrés Héctor Carvallo (1899 – 1902)
- Manuel Domínguez (1902 – 1904)
- Emiliano González Navero (1906 – 1908)
- Juan Bautista Gaona (1910 – 1911)
- Pedro Bobadilla (1912 – 1916)
- José Pedro Montero (1916 – 1919)
- Félix Paiva (1920 – 1921)
- Manuel Burgos (1924 – 1928)
- Emiliano González Navero (1928 – 1932)
- Raúl Casal-Ribeiro (1932 – 1936)
- Luis Alberto Riart (1939 – 1940)
- Urząd zniesiony (1940 – 1993)
- Ángel Seifart (1993 – 1998)
- Luis María Argaña (1998 – 1999)
- Julio César Franco (2000 – 2002)
- Luis Castiglioni (2003 – 2007)
- Francisco Oviedo (2007 – 2008)
- Federico Franco (2008 – 2012)
- Óscar Denis (2012 – 2013)
- Juan Afara (2013 - nadal)